# Guenter Lewy
Guenter Lewy (Breslavia, 23 agosto 1923) è uno storico tedesco naturalizzato statunitense, docente emerito di Scienze politiche all'University of Massachusetts.

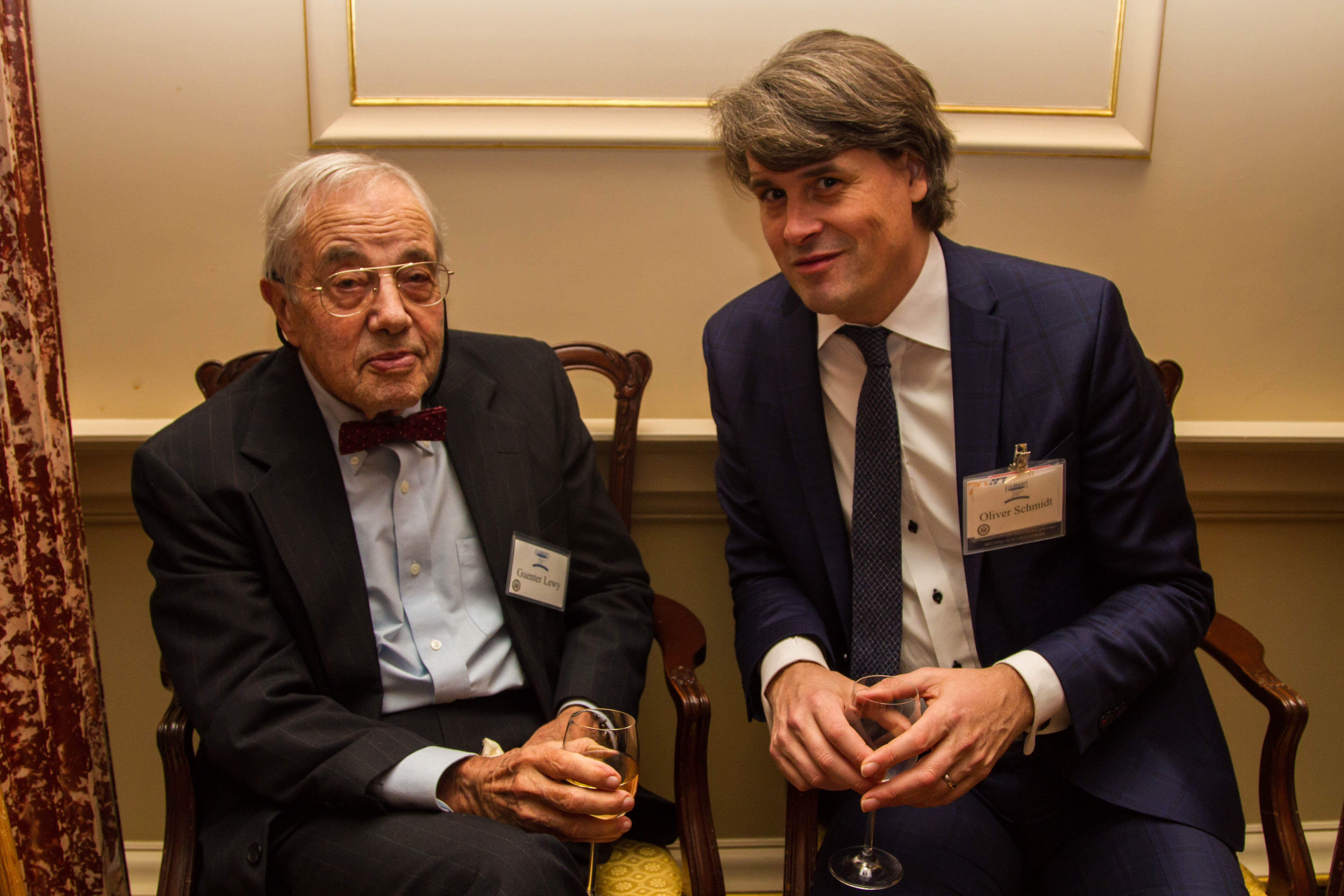
Guenter Lewy (a sinistra) nel 2016

Nato in Germania, lasciò il Paese nel 1939 e visse prima nella Palestina britannica e in seguito negli Stati Uniti. Lavorò presso la Columbia University, lo Smith College e l'University of Massachusetts. Attualmente vive a Washington.
Lewy è un sostenitore dell'unicità della Shoah subita dagli ebrei sotto il nazismo, e per questo propone un'interpretazione molto ristretta della categoria storiografica di genocidio, da lui attribuibile solo alle azioni pianificate intenzionalmente. Ad esempio, ne Il massacro degli armeni, Lewy afferma che non è corretto applicare questa categoria al massacro subito dagli armeni a opera dell'Impero ottomano durante la prima guerra mondiale. Accusato per questo di negazionismo da parte degli stessi armeni, Lewy tuttavia non disconosce né la gravità delle perdite, né le responsabilità turche; la sua scelta di non considerare i massacri come un genocidio dipende dal fatto che, stando alla sua ricostruzione, il regime dei Giovani Turchi non ha pianificato intenzionalmente i massacri. La sua tesi ha però ricevuto critiche per la metodologia utilizzata.

## Opere
In italiano
- La persecuzione nazista degli zingari, Einaudi, Torino 2002, ISBN 978-88-0615-945-0. Titolo originale: The Nazi Persecution of the Gypsies, Oxford University Press, New York-Oxford 2000, ISBN 0-19-514240-3
- I nazisti e la Chiesa, Ghibli editrice, Sesto San Giovanni 2019, ISBN 978-88-6801-226-7. Titolo originale: The Catholic Church and Nazi Germany, Da Capo Press, Cambridge 2000. ISBN 978-03-0680-931-6. (prima edizione: McGraw-Hill, New York 1964)
- Il massacro degli Armeni. Un genocidio controverso, Einaudi, Torino 2006, ISBN 978-88-0617-841-3 : Titolo originale:The Armenian Massacres in Ottoman Turkey: A Disputed Genocide, University of Utah Press, Salt Lake City 2005, ISBN 978-08-7480-849-0